# Narrative/NOISEofRAIN
「narrative/NOISEofRAIN」（ナラティブ/ノイズオブレイン）は、SawanoHiroyuki[nZk]の7枚目のダブルAサイドシングル。2018年11月28日にSACRA MUSICから発売。また、「narrative」はCDシングルリリースより一日早い11月27日に先行配信された。 

## 概要
表題曲の「narrative」は、映画『機動戦士ガンダムNT』の主題歌となっており、ゲストボーカルにLiSAを迎えている。もう一つの表題曲である「NOISEofRAIN」は、ゲストボーカルに西川貴教を迎えている。
カップリング曲には2017年12月にSawanoHiroyuki[nZk]のYouTube公式チャンネルにて特別公開された澤野弘之初のクリスマスソング「Christmas Scene」（Vo.mizuki&Tielle）及び、『機動戦士ガンダムNT』挿入歌「Cage <NTv>」（Vo.Tielle）が収録となっている。
発売形態は、初回生産限定盤・期間生産限定盤・通常盤の3仕様となり、初回盤には「narrative」と「NOISEofRAIN」のInstrumentalのほか、「narrative」のPVと「Christmas Scene」のPVを収録したDVDが、期間限定盤は『機動戦士ガンダムNT』描きおろしイラストのデジパックになっている。

## 収録曲

### 初回生産限定盤
CDシングル
1. narrative [4:20]
  - by SawanoHiroyuki[nZk]:LiSA
  - 映画『機動戦士ガンダムNT』主題歌

2. NOISEofRAIN [4:10]
  - by SawanoHiroyuki[nZk]:Takanori Nishikawa

3. Christmas Scene [4:47]
  - by SawanoHiroyuki[nZk]:mizuki & Tielle

4. Cage ＜NTv＞ [4:42]
  - by SawanoHiroyuki[nZk]:Tielle

5. narrative （Instrumental） [4:20]
6. NOISEofRAIN （instrumental） [4:08]

DVD（初回生産限定盤のみ）
1. 「narrative」MUSIC VIDEO
2. 「Christmas Scene」MUSIC VIDEO

### 期間生産限定盤・通常盤
CDシングル
1. narrative
2. NOISEofRAIN
3. Christmas Scene
4. Cage ＜NTv＞

## 収録アルバム
- R∃/MEMBER（#1、#2）
- BEST OF VOCAL WORKS [nZk] 2（#1、#2）